# Eincheville
Eincheville település Franciaországban, Moselle megyében. Lakosainak száma 223 fő (2022. január 1.). Eincheville Adelange, Boustroff, Faulquemont, Landroff, Suisse, Thicourt, Thonville és Viller községekkel határos.

## Népesség
A település népességének változása:
| Lakosok száma | 189  | 191  | 192  | 164  | 222  | 222  | 220  | 222  | 225  | 223  |
|               | 1968 | 1982 | 1990 | 2006 | 2013 | 2015 | 2017 | 2019 | 2020 | 2022 |